# Henriette Amelie de Nerha

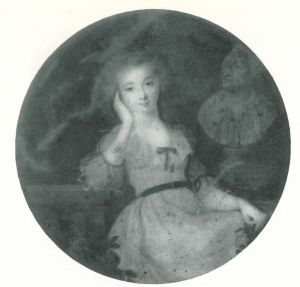
Henriette Amelie de Nerha

Henriette Amelie de Nerha, vars riktiga namn troligen var Amélie Henriette van Haren, född 1754 eller 1755 i Bryssel, död 19 juni 1818 i Amsterdam, var en nederländsk memoarförfattare, känd för sitt förhållande med den franske revolutionären Mirabeau. Hennes korrespondens förvaras i Kungliga Biblioteket och Riksarkivet i Nederländerna.   
Troligen dotter till den frisiske adelsmannen Willem van Haren (1710-1768), poet och diplomat och Nederländernas ambassadör i Bryssel, och Anne Catharine Louise Natalis (1722-1776); föräldrarna gifte sig 1759 efter flera års förhållande, och hon uppgav att hon hade fötts 1764, vilket dock inte tycks stämma. Hon tycks efter moderns död 1776 ha arbetat som guvernant i Utrecht och 1779 levt i klostret S:t Nicolas i Leuven. Genom markisinnan de Saint Orens presenterades hon för Mirabeau i Paris 1784, och de hade därefter ett förhållande till 1788. Hon hjälpte honom med hans författarambitioner då hon smugglade han manuskript till tryckning i Maastricht. Mirabeau testamenterade henne ett underhåll, men det är oklart om hon fick det. I maj 1791 skrev hon på begäran av Raymond Marie Auguste Comte de la Marck sina minnen av sina år med Mirabeau. 1796 lämnade hon Paris för Amsterdam och var sedan guvernant i en förmögen familj, Deutz-Asselin-Boreel, till 1804, då hon återvände till Paris, där hon fortsatte arbeta som guvernant. Hon korresponderade bland annat med den berömda markis de Lafayette.
Nerha har ofta skildrats i verk om Mirabeau.